# Encope arcensis
Encope arcensis is een zee-egel uit de familie Mellitidae.
De wetenschappelijke naam van de soort werd in 1950 gepubliceerd door Durham.